# Platygaster relativa
Platygaster relativa är en stekelart som beskrevs av Fouts 1924. Platygaster relativa ingår i släktet Platygaster och familjen gallmyggesteklar. Inga underarter finns listade i Catalogue of Life.